# Schistura nudidorsum
Schistura nudidorsum är en fiskart som beskrevs av Kottelat, 1998. Schistura nudidorsum ingår i släktet Schistura och familjen grönlingsfiskar. IUCN kategoriserar arten globalt som starkt hotad. Inga underarter finns listade i Catalogue of Life.